# Біллі Айліш: Трохи розмитий світ
«Біллі Айліш: Трохи розмитий світ» — американський документальний фільм 2021 року, знятий режисером Р. Дж. Катлером і зосереджений навколо співачки-композиторки Біллі Айліш. Фільм розкриває процес створення дебютного студійного альбому Айліш, When We All Fall Asleep, Where Do We Go? (Коли всі ми засинаємо, куди ми йдемо?). Заголовок посилається на текст пісні «Ilomilo». Фільм вийшов у кінотеатрах Neon та на Apple TV+ 26 лютого 2021 року.

## Сюжет
Фільм починається під час успіху пісні Айліш «Ocean Eyes», яка стала вірусною на SoundCloud і почала отримувати ефіри на радіо. Через три роки після запису пісні Біллі перебуває на гастролях у Солт-Лейк-Сіті. Побачивши, як фанатку виносять після пошкодження, вона нагадує глядачам, що вони повинні бути в порядку, тому що вони є причиною того, що вона в порядку. Біллі пояснює, що вона не називає своїх шанувальників «фанатами», а скоріше частиною самої себе, і що вона визнає свою аудиторію людьми, які переживають важкі часи, як і вона сама.
Біллі та її брат перебувають у спальні останнього, записуючи пісню «Bury a Friend». Біллі показує на камеру блокнот, що містить малюнки та тексти пісень, а також ідеї для своїх музичних кліпів. Мама Біллі допомагає доньці продемонструвати свою ідею для кліпу на пісню «When the Party's Over». Після зйомок Айліш пояснює, що хоче самостійно режисувати свої відеокліпи. Пізніше Біллі та Фіннеас записують вступ до альбому, а потім обговорюють процес запису пісні «Bad Guy». Потім камера показує Біллі після проходження тесту на посвідчення водія. Біллі каже, що автомобіль її мрії — матово-чорний Dodge Challenger.
Біллі та Фіннеас практикують пісню «I Love You» у спальні. Пізніше вони записують пісню «My Strange Addiction». Біллі та її команда обговорюють завершення роботи над альбомом та запис решти пісень. Айліш та Фіннеас записують пісню «All the Good Girls Go to Hell», яку Біллі описує як «жахливу». Записуючи пісню «Wish You Were Gay», Біллі та О'Коннелл сперечаються щодо концепції доступності в її музиці; це викликає суперечку на кухні за участю їх мами Меґі. Біллі висловлює свою ненависть до написання пісень. Після остаточного закінчення альбому Біллі з'являється в шоу Kevin&Bean Show і показує відео, в якому вона демонструє її любов до Джастіна Бібера у 12 років.
Айліш зустрічається зі своїм хлопцем на шоу, де вона виконує «Lovely» з Халідом. Знявши обкладинку альбому, Біллі дарують матово-чорний Dodge Challenger як подарунок на 17-й день народження. Під час гастролей по Європі мама Біллі висловлює занепокоєння піснею «Xanny» через тему наркотиків. Поки Біллі переглядає рекламний матеріал для альбому, вона зазнає серйозного тикового нападу через синдром Туретта. Виконавши пісню «Copycat» на шоу, Айліш стикається з сильним болем в ногах через надмірні стрибки на її шоу. Вона розповідає, як травми закінчили її танцювальну кар'єру, коли вона була молодшою.
Повернувшись додому, Біллі починає лікувати ноги перед майбутніми виступами. Менеджер Айліш телефонує їй, щоб поговорити про те, що Джастін Бібер хоче записати ремікс на пісню «Bad Guy». Тим часом альбом має бурхливий успіх, потрапивши на перше місце в декількох країнах і отримавши позитивне сприйняття у критиків. Фіннеас показує Біллі її сторінку Spotify і те, як її пісні зібрали сотні мільйонів переглядів. Біллі та її сім'я знайомляться з Кеті Перрі та Орландо Блумом на фестивалі Коачелла. Кеті дає Айліш пораду і каже їй, що вона може зателефонувати, якщо їй щось буде потрібно. Біллі виступає і не вражена своїм виступом через технічні труднощі та те, що забула текст пісні «All the Good Girls Go to Hell». Вона дзвонить своєму хлопцю і просить його прийти до неї, але він має інші плани, на що Біллі відповідає, кинувши телефон на підлогу. Під час виступу Аріани Ґранде, Джастін Бібер робить Біллі сюрприз, і вони зустрічаються вперше. Незабаром Айліш отримує водійські права.
Продовжуючи тур, Біллі розповідає, що вони з її хлопцем розійшлися через їхні постійні проблеми. Біллі стає надзвичайно емоційною під час і після виступів. У дорозі вона висловлює роздратування з приводу коментарів і заявляє, що не хоче, щоб її шанувальники сприймали її негативно. На шоу в Мілані Біллі розтягує щиколотку на початку виступу. Вона вибачається перед глядачами і каже, що воліє дати їм супер-шоу, а не щось посереднє. Біллі продовжує реабілітацію ніг під час запису пісні «No Time to Die» для нового однойменного фільму про Джеймса Бонда. Пізніше Айліш розповідає, що в молодшому віці вона перерізала собі зап'ястя лезами у ванній, показуючи різні слова, записані в її зошиті, а також на стіні.
Одного разу батьки Біллі будять її, щоб повідомити, що її та Фіннеаса номіновано на 62-у щорічну премію Греммі. Біллі було номіновано одразу на всі чотири основні категорії (Рекорд року, Пісня року, Альбом року, та Кращий новий виконавець). Під час їзди на машині Айліш вигукує, що життя прекрасне. Показуються кадри з різних подій: святкування 18-ого дня народження Біллі, процес створення кліпу на пісню «Everything I Wanted» і перемогу у кількох категоріях Греммі, коли Біллі стала наймолодшою виконавицею в історії, яка виграла усі чотири головні категорії. Біллі дзвонить Джастін Бібер й вітає її. Фільм завершується виконанням композиції «Ocean Eyes», яка започаткувала кар'єру Біллі.

## Виробництво
Запис фільму розпочався в 2018 році, а завершився на початку 2020 року. У грудні 2019 року «Голлівуд-репортер» написав, що фільм розроблявся з бюджетом від 1 до 2 мільйонів доларів. Вони також стверджували, що фільм коштував 25 мільйонів доларів до того, як його придбав Apple TV+, але згодом ця заява була відхилена командою Айліш.

## Реліз
Фільм був офіційно оголошений у соціальних мережах 28 вересня 2020 року, але створив ажіотаж в кінці 2019 року, особливо після того, як Біллі обговорила його в декількох інтерв'ю. «Біллі Айліш: Трохи розмитий світ» вийшов у прокат в окремих кінотеатрах та IMAX через Neon та на Apple TV + 26 лютого 2021 року.

## Критика
За інформацією агрегатора рецензій «Rotten Tomatoes», 98% з 82 критиків дали фільму позитивний відгук із середнім рейтингом 7,3 з 10. Критичний консенсус вебсайту говорить: «Фільм «Біллі Айліш: Трохи розмитий світ» пропонує просвітницький, а часом і незручний погляд за куліси сходження молодої зірки». За словами Metacritic, документальний фільм отримав «загалом сприятливі відгуки», засновані на середній оцінці 72 зі 100 із 21 відгуку критиків.